# Gata (arma)

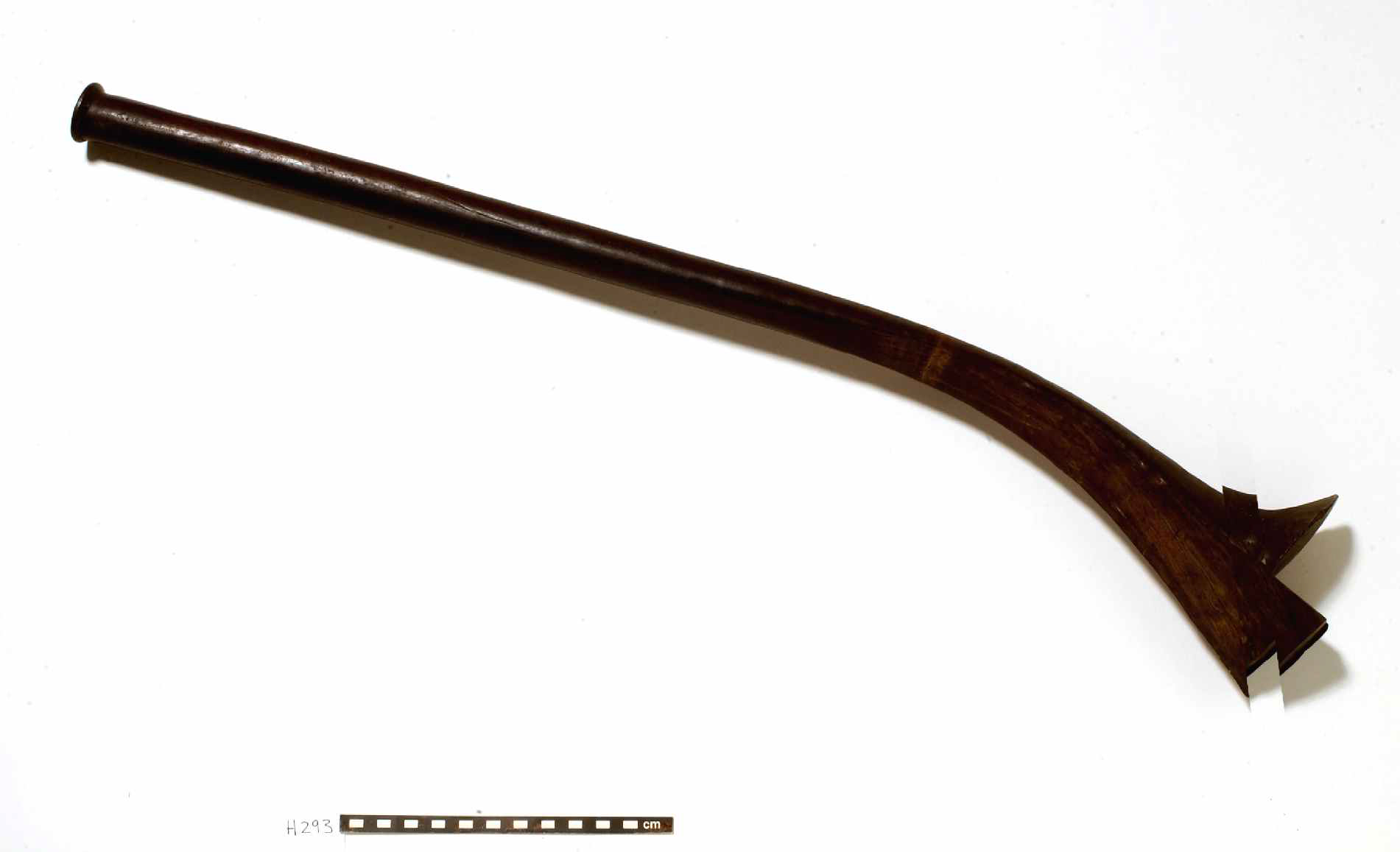
Gata

El satall o gata es una maza de combate de las islas Fiyi. Es utilizado por grupos étnicos junto con la totokia.
La gata está hecha de madera dura y es redonda. La cabeza de impacto es plana y ovalada en sección transversal. Al final, la cabeza se divide. Un lado es redondeado, el otro termina en un espolón. Un área en la parte inferior es áspera para proporcionar un mejor agarre.